# سيريل سيمي
سيريل سيمي (18 سبتمبر 1905 – 19 سبتمبر 1952) هو مبارز بالسيف من المملكة المتحدة راحل، مثّل بلاده في الألعاب الأولمبية الصيفية 1928.

## روابط خارجية
سيريل سيمي على موقع أوليمبيديا (الإنجليزية)